# Enrico Golinelli
Enrico Golinelli (Civitanova Marche, 3 agosto 1848 – Bologna, 4 febbraio 1911) è stato un avvocato e politico italiano.

## Biografia
Laureato a Roma in giurisprudenza, si trasferì a Bologna, da sempre attratto dagli ideali democratici, amico di Aurelio Saffi, con il quale presiedette e creò la “Associazione democratica. ” nel 1879 a Bologna, nella quale furono presidenti il prof. Ceneri e Giosuè Carducci.
Nel 1891 fondo il “Circolo Democratico”.
Fu un penalista con una ottima reputazione, promosse numerosi sodalizi operai, sempre attivo nella lotta politica affiancato ai movimenti operai, eletto consigliere comunale più volte.
Venerabile della loggia “VIII Agosto” e promosso nel 1908 ad una delle massime cariche della Massoneria italiana, nel 1909 ebbe il 30º grado del Rito scozzese antico ed accettato e nel gennaio del 1910 rappresentò il Supremo Consiglio dei 33 ai funerali di Andrea Costa.(da La Storia della Massoneria)
Si evidenziò quando nel 1902 durante la giunta Dallolio fondò una coalizione di partiti assai innovativa per il tempo (Massoni, Radicali, Marescalchiani e Socialisti), da cui scaturì la sua elezione come sindaco di Bologna, tentando di riunire le forze di sinistra, cosa che non fu di lunga durata (1902-1904).
Accolse Vittorio Emanuele III in visita a Bologna con la diplomatica frase passata alla storia : ''Le faccio i miei complimenti per la bella famiglia che ha''( Biografia e bibliografia di Enrico Golinelli su Archiweb – Raccolte digitali della Biblioteca dell'Archiginnasio di Bologna, su badigit.comune.bologna.it.).
Melloni, lo definì così: "carattere bonario, conciliativo e superiore a ogni piccolezza di parte, vero petroniano, forse troppe volte troppo violentemente sopraffatto dalla settarietà dei correligionari" (dal Avvenire d'Italia).
Ebbe un figlio Giovanni Golinelli 1905 + 1974.
La sua tomba è nella Certosa di Bologna, emiciclo nord del Chiostro V o Maggiore.